# نهائي كأس إسكتلندا 1999
نهائي كأس اسكتلندا 1999 هي المباراة النهائية من منافسة كأس اسكتلندا 1998–99، أقيمت المباراة في 29 مايو 1999، في هامبدن بارك، بين فريقي نادي رينجرز، ونادي سلتيك، وفاز فيها نادي رينجرز، بعد أن هزم نادي سلتيك، بنتيجة 1 - 0، وكان حكم المباراة هيو دالاس، وحضر المباراة 52670 شخصاً.

## تفاصيل المباراة
لعبت المباراة النهائية في 29 مايو 1999.
| نادي رينجرز | 1 -0 | نادي سلتيك |
| ----------- | ---- | ---------- |
|             |      |            |